# Fenià
Fenià és un terme utilitzat des dels anys 1850 per a referir-se als nacionalistes irlandesos (que s'oposaven al domini britànic a Irlanda). També es pot referir més específicament als membres de la Germandat Republicana Irlandesa. El terme encara s'utilitza especialment a Escòcia i Irlanda del Nord, on el seu significat original ha continuat i possiblement s'ha expandit per a incloure tots els seguidors de nacionalisme irlandès i endemés als catòlics romans d'origen irlandès, molts dels quals són considerats com a seguidors de nacionalisme irlandès. El terme actualment es considera sovint un insult.

## Etimologia
El mot deriva dels Na Fianna irlandès o Na Fianna Éireann que en la mitologia celta era una banda de guerrers formats per a protegir Irlanda. Fionn Mac Cumhaill fou el més famós dels seus guerrers.

## Ús històric
La Germandat Feniana es va fundar el 1858 com a la branca americana de la Germandat Republicana Irlandesa per John O'Mahony, James Stephens, i Michael Doheny. Davant de la sospita de nativisme, aviat va tenir una existència independent, encara que funcionava per guanyar suport irlandès americà per a una rebel·lió armada a Irlanda. Inicialment, O'Mahony actuava als EUA, que enviaven diners a Stephens i a l'IRB a Irlanda. El desacord sobre el lideratge d'O'Mahony va provocar una escissió el 1865. La secció americana del moviment sovint afirmava actuar com a IRB. Després de la invasió fracassada del Canadà, canvià el seu nom pel de Clan na Gael.
"Fenian" és l'únic epitafi en la tomba de Thomas J. Clarke, al cementiri de Glasnevin de Dublín. Clarke fou executat per escamot d'execució de l'exèrcit britànic després de l'Aixecament de Pasqua de 1916.

### Canadà
Al Canadà, el mot "fenià" s'utilitza per a designar un grup de radicals irlandesos, aliats de la branca americana de la Germandat Feniana durant els anys 1860. Van dur a terme uns quants intents (1866, 1870, etc.) d'envair algunes parts del sud del Canadà que era un domini britànic a l'època. L'objectiu final dels atacs fenians era prendre el Canadà com a contrapartida per exigir la independència d'Irlanda al Regne Unit. A causa dels intents d'invasió, el suport i/o col·laboració per al fenians al Canadà es tornaven molt escassos fins i tot entre els catòlics irlandesos.
Un sospitós de ser fenià, Patrick Whelan, fou penjat a Ottawa per l'assassinat, el 1868, del polític irlandès-canadenc Thomas D'Arcy McGee, que advocava per la col·laboració dels irlandesos catòlics i protestants i dels anglesos per fer un Canadà més fort davant l'expansionisme estat-unidenc.

## Ús actual

### Irlanda del Nord
A Irlanda del Nord, el terme és utilitzat per alguns per a designar els catòlics romans o nacionalistes irlandesos (pels unionistes es considera com a sinònim), i generalment és considerat per molta gent (tant catòlica com protestant) com a ofensiu.
En 1984, el polític unionista i membre d'UVF George Seawright provocà la indignació en una reunió de l'Oficina per l'Educació i Biblioteques de Belfast quan afirmà que els catòlics que s'oposaven a brandar la bandera unionista eren "només escòria feniana que han estat adoctrinats per l'església Catòlica". "L'escòria feniana" era també un dels insults dits als pares d'alumnes catòliques pels militants unionistes en la disputa de la santa creu
També a vegades s'utilitza com a insult. Fianna Fáil és també el nom del Partit Republicà a Irlanda.

### Escòcia
El mot fenià també s'utilitza a Escòcia. Durant partits de futbol escocesos és sovint dit per alguns seguidors d'uns altres clubs, especialment Rangers Football Club, als del Celtic Football Club. Aquest darrer club té les seves arrels en la immigració irlandesa de Glasgow i el club ha estat associat així tradicionalment amb el nacionalisme irlandès. En un intent d'erradicar "cançons discriminatòries", els Glasgow Rangers han intentat fomentar el cant de més cançons tradicionals com Wolverhampton Town.
Encara que es considera que és un insult contra els catòlics romans, molts creuen que no es refereix a tots els catòlics en general, sinó als seguidors de nacionalisme irlandès o com a terme pejoratiu als seguidors del Celtic. Jugadors protestants del Celtic com Paul Lambert també han patit aquest insult. Últimament, els seguidors del Celtic han intentat ridiculitzar el jugador catòlic dels Rangers Chris Burke amb la frase qui és el fenià dels blaus?".

### Austràlia
A Austràlia, el mot fenià té un ús pejoratiu per a aquells membres del Partit Laborista Australià (ALP) que són nacionalistes australians i tenen un concepte similar al dels seguidors catòlics irlandesos de la independència irlandesa. Michael Atkinson, Procurador General d'Austràlia Meridional, considerà aquells membres de l'ALP que desitjaven treure del Consell el títol de la Reina i altres referències a la corona com a fenians i bolxevics en un discurs fet en la Convenció d'ALP a Adelaida el 15 d'octubre de 2006. Els catòlics irlandesos han estat seguidors tradicionals de l'ALP i han influït en la posició del partit quant a la monarquia.